# 上野真未
上野 真未（うえの まみ、1990年10月20日 - ）は、東京都出身のタレント、ファッションモデル、女優。本名は出村真未（でむら まみ）。

## 所属事務所
ZEEQ（子役として）→ レプロエンタテインメント（モデルとして）→ ヒラタオフィス（女優として。2009年の後半に退社）

## 人物
- 特技はバレエ。

## 主な出演作品

### バラエティ番組
- アミューズメントミューズ1/3娘（2006年4月 - 2007年3月、日本テレビ）レギュラー

### テレビドラマ
- すいか 第1話 （2003年、日本テレビ）早川基子（子供時代）役
- 大好き!五つ子Go2!! （2006年7月 - 9月、TBS）西田真央役
- 人生はフルコース 第3話（2006年7月、NHK総合）
- 生徒諸君!（2007年4月 - 6月、テレビ朝日系） 三宅静香役
- P&Gパンテーンドラマスペシャル かるた小町（2008年2月11日、フジテレビ系） バドミントン部員・エリ役

### 映画
- 恐怖学園（2001年）
- STAY（2006年） - 宮下佳織 役
- 東京タワー 〜オカンとボクと、時々、オトン〜（2007年4月）
- こわい童謡 表の章（2007年7月）
- フレフレ少女（2008年）

### 舞台
- WILDe BEAUTY 〜オスカー・ワイルド、或いは幸せの王子〜（2008年3月、博品館劇場）

### 広告
- 全国火災予防運動 2006年秋・2007年春（消防庁） - ポスター

### ミュージック・ビデオ
- aiko『三国駅』（2005年）
- 光岡昌美『Hana』（2007年）

### 雑誌
- melon（2001年 - 2004年）

### ゲーム
- トワイライトシンドローム 禁じられた都市伝説（2008年、スパイク） - ミズキ 役